# 칭다오 지하철 1호선
칭다오 지하철 1호선(중국어 간체자: 青岛地铁1号线)은 중국 칭다오시의 지하철 노선이다. 이 선은 자오저우완 서해안 신구와 둥안 칭다오 본성구를 잇는 간선이며, 시 최초로 건설돼 바다를 가로지르는 궤도교통로다. 북단 초기계획과 7호선은 청양구 동곽장 역까지 관통했다.

## 선로
1호선은 약 41.6km 길이로 황도구와 시남구, 시북구, 이창구를 차례로 관통했다.선로는 아미산로 장강서로의 길목에서부터 동쪽으로 장강서로, 장강중로, 장강동길, 해안도로를 거쳐 설가도를 거쳐 북쪽으로 교주만구(해저점궤도면 표고-85.8m)를 뚫고 태서반도 단도에 도착하여 교주만(도로)터널의 동쪽으로 서릉협로, 홍산협로를 거쳐 동북쪽으로 관음, 동북쪽으로 계속 관협로를 뚫는다. 초기 1호선은 7호선을 관통해 운영됐고, 흥국로역에서 근·선물이 분할되고 북단선로가 남북으로 뻗어 7호선으로 독립적으로 운영됐다.
1호선 의남단 와옥장 주차장 1개소, 중단 안순 차량단 1개소, 북단 동곽장 차량단(이후 7호선으로 조정될 차량단), 주변전소(영산위) 1개소, 전원개폐소 4개소(귀주로승리교서금동곽장) 설치, 통제센터 1개소, 황도구 1개소, 6호선이다.

## 역 목록
| 역 번호 | 역명       | 중국어 역명 | 접속 노선                                   | 역간 거리 | 소재지   | 소재지    |
| ------- | ---------- | ----------- | ------------------------------------------- | --------- | -------- | --------- |
| 101     | 왕가항     | 王家港      | ■ 칭다오 지하철 6호선 (공사중)              | 3.6       | 칭다오시 | 황다오 구 |
| 102     | 석유대학   | 石油大学    |                                             | 4.5       | 칭다오시 | 황다오 구 |
| 103     | 타이항산   | 太行山路    |                                             | 10        | 칭다오시 | 황다오 구 |
| 104     | 정강산     | 井冈山      | ■ 칭다오 지하철 13호선 (공사중)             | 11        | 칭다오시 | 황다오 구 |
| 105     | 딩자허     | 丁家河      |                                             | 11        | 칭다오시 | 황다오 구 |
| 106     | 황다오     | 薛家岛      |                                             | 11        | 칭다오시 | 황다오 구 |
| 107     | 톈무산루   | 天目山路    | ■ 칭다오 지하철 12호선 (공사중)             | 11        | 칭다오시 | 황다오 구 |
| 108     | 옌뜨       | 安子        |                                             | 11        | 칭다오시 | 황다오 구 |
| 109     | 신항산루   | 新港山路    |                                             | 11        | 칭다오시 | 황다오 구 |
| 110     | 남베이툰   | 南北屯      |                                             | 11        | 칭다오시 | 황다오 구 |
| 111     | 산리       | 山里        |                                             | 3.6       | 칭다오시 | 황다오 구 |
| 112     | 봉황도     | 凤凰岛      |                                             | 4.5       | 칭다오시 | 황다오 구 |
| 113     | 투안다오   | 团岛        |                                             | 11        | 칭다오시 | 스난 구   |
| 114     | 시전       | 西镇        |                                             | 11        | 칭다오시 | 스난 구   |
| 115     | 칭다오     | 青岛        | ■ 칭다오 지하철 3호선                       | 11        | 칭다오시 | 스난 구   |
| 116     | 중산로     | 中山路      |                                             | 11        | 칭다오시 | 스베이 구 |
| 117     | 관상산     | 观象山      |                                             | 14        | 칭다오시 | 스베이 구 |
| 118     | 광라오루   | 广饶路      |                                             | 11        | 칭다오시 | 스베이 구 |
| 119     | 타이둥     | 台东        | ■ 칭다오 지하철 2호선                       | 14        | 칭다오시 | 스베이 구 |
| 120     | 하이보차오 | 海泊桥      | ■ 칭다오 지하철 4호선                       | 14        | 칭다오시 | 스베이 구 |
| 121     | 샤오춘좡   | 小村庄      |                                             | 11        | 칭다오시 | 스베이 구 |
| 122     | 베이링     | 北岭        | ■ 칭다오 지하철 5호선 (공사중)              | 14        | 칭다오시 | 스베이 구 |
| 123     | 슈이칭     | 水清沟      |                                             | 11        | 칭다오시 | 스베이 구 |
| 124     | 중신이위엔 | 中心医院    |                                             | 10        | 칭다오시 | 스베이 구 |
| 125     | 성리차오   | 胜利桥      |                                             | 11        | 칭다오시 | 리창 구   |
| 126     | 안순루     | 安顺路      |                                             | 11        | 칭다오시 | 리창 구   |
| 127     | 칭다오베이 | 青岛北      | ■ 칭다오 지하철 3호선 ■ 칭다오 지하철 8호선 | 11        | 칭다오시 | 리창 구   |
| 128     | 창안루     | 沧安路      |                                             | 11        | 칭다오시 | 리창 구   |
| 129     | 영년루     | 永年路      |                                             | 11        | 칭다오시 | 리창 구   |
| 130     | 씽궈루     | 兴国路      | ■ 칭다오 지하철 7호선                       | 14        | 칭다오시 | 리창 구   |